# Chaetostoma mollinasum
 Chaetostoma mollinasum és una espècie de peix d'aigua dolça de la família dels loricàrids i de l'ordre dels siluriformes.

## Morfologia
Es caracteritza per la textura del musell. Els exemplars vius més grans tenen entorn del musell un coll suau que sembla de gelea que desapareix quan es troben en un líquid de conservació. Els mascles poden assolir els 6,8 cm de longitud total.

## Distribució geogràfica
Viu a al Perú a les conques dels rius Marañon i Cajamarca.